# Sainte-Marie-du-Mont, Isère
Sainte-Marie-du-Mont este o comună în departamentul Isère din sud-estul Franței. În 2009 avea o populație de 238 de locuitori.

## Evoluția populației
| An        | 1975 | 1982 | 1990 | 1999 | 2006 | 2009 |
| --------- | ---- | ---- | ---- | ---- | ---- | ---- |
| Populație | 29   | 45   | 116  | 204  | 212  | 238  |